# Kościół św. Józefa w Cycowie
Kościół św. Józefa w Cycowie – katolicki kościół w Cycowie, dawna cerkiew unicka, a następnie prawosławna. 
Prawosławna cerkiew w Cycowie funkcjonowała już przed rokiem 1473. W XVI w. nosiła wezwanie Podwyższenia Krzyża Pańskiego. Parafia ta z czasem przyjęła unię. W latach 1860–1870 z państwowego funduszu na budowę świątyń unickich w Imperium Rosyjskim wzniesiony został nowy obiekt sakralny na potrzeby parafii tego wyznania. W 1875 unicka parafia w Cycowie została administracyjnie przyłączona do Rosyjskiego Kościoła Prawosławnego. W 1889 obiekt został przebudowany. W 1921 decyzją biskupa lubelskiego Mariana Fulmana dawna cerkiew stała się siedzibą parafii rzymskokatolickiej, po tej dacie dokonano w niej kolejnych przebudów. Obiekt jest trójdzielny, z prostokątnym przedsionkiem, ośmioboczną nawą i prosto zamkniętym pomieszczeniem ołtarzowym. Nad nawą świątyni znajduje się pojedyncza sygnaturka.